# لودفيج روكديشل
لودفيج روكديشل (بالألمانية: Ludwig Ruckdeschel)‏ (15 مارس 1907 – 8 نوفمبر 1986) هو غاولايتر النازي في بايرويت خلال الشهر الأخير من وجود جاو قبل انهيار ألمانيا النازية في عام 1945. وقبل ذلك، من عام 1933 إلى عام 1941، شغل منصب نائب الغاولايتر فريتز فشتلر، الذي كان قد أعدم بأوامر من مارتن بورمان. من 1933 إلى 1945 كان أيضًا عضوًا في البرلمان الألماني، الرايخستاغ.
خلال الحرب العالمية الثانية، خدم في فافن إس إس، وترقى إلى رتبة قائد وحدة الاعتداء، وهي رتبة تعادل رائد. بعد الحرب، ألقي القبض عليه في عام 1947 وحكم عليه في النهاية بالسجن لمدة 13 عامًا ولكن تم إطلاق سراحه في عام 1952.

## روابط خارجية
- لودفيج روكديشل على موقع مونزينجر (الألمانية)